# Город-герой Киев (юбилейная монета)
Юбилейная монета «Город-герой Киев» (укр. Місто-герой Київ») — мельхиоровая памятная монета Национального банка Украины, посвящённая городу Киеву, жители которого героический сражались с немецко-фашистскими оккупантами и коллаборационистами во время Великой Отечественной войны. Была введена в оборот 23 августа 1995. Относится к серии «Города-герои Украины».

## Описание монеты и характеристики
| Номинал, карбованцев | Металл   | Масса, г | Диаметр, мм | Качество изготовления | Гурт     | Тираж, штук |
| -------------------- | -------- | -------- | ----------- | --------------------- | -------- | ----------- |
| 200 000              | мельхиор | 14,35    | 33,00       | пруф-лайк             | рифлёный | 100 000     |

### Аверс
На аверсе монеты в кольце из веток калины изображён малый Государственный Герб Украины, над которым отмечен год чеканки монеты (1995); между кольцом и кантом монеты круговые надписи «Национальный банк Украины» (укр. Національний банк України, вверху), «200 000 карбованцев» (укр. 200 000 карбованців, внизу).

### Реверс
На реверсе монеты на фоне Днепра изображён главный фрагмент комплекса «Парк Воинской Славы» — обелиск Славы на могиле Неизвестного солдата и аллея Погибших героев. По правую сторону от обелиска расположена церковь Спаса на Берестове и Большая колокольня Киево-Печерской Лавры. По левую сторону расположены кашатаны. По кругу в верхней части монеты написано «Город-герой Киев» (укр. Місто-герой Київ»), а внизу года 1941—1945.

## Авторы
- Художник: аверс — Ивахненко Александр; реверс — Кочубей Николай.
- Скульптор: аверс — Хазов Александр; реверс — Харламов Вячеслав.

## Стоимость монеты
Стоимость монеты — 200 000 карбованцев. Установлена Национальным банком Украины в период реализации монеты через его филиалы.